# 막덕
막덕(莫德, ?~148년)은 고구려의 왕자이다.

## 생애
고구려 제6대 왕 태조대왕의 차남인 그는 그의 형인 막근이 숙부 차대왕이 보낸 자객에게 살해되자, 자살했다.
이에 《삼국사기》의 저자 김부식의 “태조왕은 의를 알지 못하고 왕위를 어질지 못한 그 아우에게 가볍게 넘겨 주었으므로, 그 화가 한 충신과 두 애자(愛子)에게 미쳤으니 어찌 탄식하지 않으랴.”라고 평가했다.

## 참고 자료
- 《삼국사기》
- 《東史綱目》
- 《燃藜室記述
- 《朝鮮人名辭書》